# Glenea lunulata
Glenea lunulata är en skalbaggsart som beskrevs av Jordan 1894. Glenea lunulata ingår i släktet Glenea och familjen långhorningar. Inga underarter finns listade i Catalogue of Life.